# Francisco Costa (divattervező)
Francisco Costa (Brazília, 1964. május 10. –) brazil divattervező. Calvin Klein divattervező vállalatában dolgozik a Calvin Klein Collection női kreatív igazgatójaként. 14 évig járt John DeStefano lótenyésztővel.